# تپه شهر سوخته ۲۲
تپه شهرسوخته ۲۲ مربوط به هزاره سوم و ۲ قم است و در شهرستان زابل، ۸/۷ کیلومتری شمال شرق پایگاه شهر سوخته واقع شده و این اثر در تاریخ ۲۴ اسفند ۱۳۸۳ با شمارهٔ ثبت ۱۱۴۹۰ به‌عنوان یکی از آثار ملی ایران به ثبت رسیده است.